# Microrégion de la Baixa Verde

Localisation de la microrégion de la Baixa Verde

La microrégion de la Baixa Verde est l'une des trois microrégions qui subdivisent la mésorégion de l'agreste de l'État du Rio Grande do Norte au Brésil.
Elle comporte 5 municipalités qui regroupaient 61 451 habitants en 2006 pour une superficie totale de 1 957 km².

## Municipalités[1]
- Bento Fernandes
- Jandaíra
- João Câmara
- Parazinho
- Poço Branco